# Plateau di Manihiki
Il plateau di Manihiki è un vasto plateau (o pianoro) oceanico situato nella regione sud-occidentale dell'oceano Pacifico, a nord delle Isole Cook. La gran parte del plateau è stata formata in un periodo compreso tra i 125 e i 120 milioni di anni, durante l'Aptiano, da un'intensa attività vulcanica verificatasi presso la tripla giunzione tra placche tettoniche denominata tripla giunzione di Tongareva.
Nella regione sud-occidentale del Pacifico sono presenti altri due pianori oceanici della stessa epoca, il plateau Hikurangi e quello di Ontong Java. Oggi questi tre plateau sono tra loro separati per mezzo di bacini oceanici di epoca cretacica ma si ritiene che probabilmente un tempo essi formassero un solo enorme pianoro oceanico ed una grande provincia ignea continua. All'epoca della sua esistenza, questo enorme plateau oceanico, che viene indicato come "plateau di Ontong Java-Manihiki-Hikurangi", copriva l'1% della superficie terrestre ed aveva un volume pari a ottanta milioni di km3 di magma basaltico.

## Disposizione

Disposizione dei plateau oceanici nella regione australiana e neozelandese. Il plateau di Manihiki si trova nell'angolo nord-orientale.

Il plateau di Manihiki si estende tra i 3 e i 6° di latitudine sud e tra i 159 e i 169° di longitudine est, ricoprendo una superficie di circa 0,77 milioni di km2 e occupando un volume di circa 8,8 milioni di km3, con uno spessore crostale compreso tra i 15 e i 25 km. 
La profondità media della formazione è di circa 2,5-3 km; il pianoro risulta quindi molto meno profondo dei bacini da cui è circordato, ossia, il bacino della Tokelau, a ovest, il bacino Samoano, a sud, il bacino di Penrhyn, a est, e il bacino del Pacifico Centrale, a nord.
Il plateau può essere considerato diviso in tre regioni, tra loro separate da rift abortiti, ossia da aulacogeni. La parte chiamata Pianoro Alto (High Plateau), nella regione sud-orientale, è la più piatta, la meno profonda e, in virtù della sua superficie di 400000 km², la più vasta; il suo basamento è coperto da uno strato di roccia pelagica sedimentaria spesso più di una superficie di circa 400000 km². I cosiddetti Pianori Occidentali (Western Plateaus), a nord-ovest del Pianoro Alto, sono invece costituiti da una serie di dorsali e montagne sottomarine e costituiscono la seconda regione per estensione, con una superficie di circa 250000 km². Il Pianoro Settentrionale (North Plateau), infine, è la regione più piccola, con un'estensione di circa 60000 km², e risulta piuttosto separato dal resto del plateau di Manihiki.
Sulla parte meridionale del pianoro sono situate alcune isole facenti parte dell'arcipelago delle Isole Cook, ossia Pukapuka, Nassau, Suwarrow, Rakahanga e Manihiki.

## Evoluzione tettonica
Nel 1966 il plateau di Manihiki fu originariamente descritto come un microcontinente subdotto, ma in seguito, grazie alle trivellazioni effettuate negli anni settanta nell'ambito del Deep Sea Drilling Project, è stato appurato che la sua composizione era quella tipica della crosta oceanica. La formazione del pianoro è direttamente collegata all'intensa attività vulcanica del Cretacico inferiore, ed ha visto sicuramente coinvolto un punto caldo. Come precedentemente detto, tra i 121 e i 119 milioni di anni fa, il plateau di Manihiki faceva parte della più grande provincia ignea del mondo la quale poi, in seguito alla formazione di una tripla giunzione, è stata divisa in tre parti.
Nel Cretacico inferiore, il plateau di Manihiki era molto più vicino alla superficie marina, con una profondità compresa tra i 200 e i 300 m. Poco dopo la formazione del pianoro, la comparsa della tripla giunzione di Tongareva portò a un'estensione della litosfera, a risalite di materiale dal mantello e alla spaccatura del plateau. Circa 116 milioni di anni fa, il rifting portò alla formazione del margine orientale del plateau, la scarpata di Manihiki, e alla separazione del plateau di Manihiki dal plateau Hikurangi. Il centro di accrescimento abortito tra i due pianori può essere identificato nella depressione di Osbourn.